# Taza, Son of Cochise
Taza, Son of Cochise (br Herança Sagrada) é um filme de faroeste estadunidense de 1954, dirigido por Douglas Sirk. Filmado em 3-D, mas lançado originariamente em 2D. Jeff Chandler aparece apenas na parte inicial do filme, repetindo o papel de Cochise que já interpretara em Broken Arrow (1950) e The Battle at Apache Pass (1952). Locações no Arches National Park em Utah.

## Elenco
- Rock Hudson...Taza
- Barbara Rush...Oona
- Gregg Palmer...Capitão Burnett
- Bart Roberts...Naiche
- Morris Ankrum...Águia Cinzenta
- Gene Iglesias...Chato
- Richard Cutting...Cy Hegan
- Ian MacDonald...Geronimo
- Robert Burton...General Crook
- Joe Sawyer...Sgt. Hamma
- Lance Fuller...Tenente Willis
- Brad Jackson...Tenente Richards
- James Van Horn...Skinya
- Charles Horvath...Kocha
- Robert Hoy...Lobo
- Barbara Burck...Mary
- Dan White...Tiswin Charlie

Não creditados:
- Russell Johnson…..Narrador
- Jeff Chandler...Cochise
- Hugh O'Brian...Sentinela morto pelos índios

## Sinopse
Em 1874, três anos depois de ter assinado um tratado de paz com o Exército dos Estados Unidos, o cacique Apache Cochise, da tribo Chiricaua, morre, pedindo antes a seus filhos que mantivessem a paz. Seu filho mais velho e sucessor,Taza, aceita a incumbência mas o outro, Naiche, resiste e pensa em se unir ao rebelado Gerônimo, que continua em guerra contra os brancos. Quando Naiche e outros guerreiros atacam uma família de pioneiros, o General Crook quer que eles sejam julgados pelo Exército mas Taza não aceita e insiste que os índios tem suas próprias leis. Com o apoio do Capitão Burnett, o General se convence e aceita que Taza escolha os guerreiros para atuarem como uma "Força Policial Indígena" dentro da reserva, usando o uniforme da cavalaria. Mas quando Geronimo é capturado e vai para a reserva, ele logo conspira com Naiche e Águia Cinzenta (pai de Oona, disputada como esposa por Taza e Naiche) para atacar os brancos e eliminar Taza e seus policiais.